# Diastictis capuronalis
Diastictis capuronalis là một loài bướm đêm trong họ Crambidae.